# Torres Calcio Femminile
Maillots
L'Associazione Sportiva Dilettantistica Torres Calcio, couramment appelé Torres, est un club de football féminin italien fondé en 1980. Il est basé à Sassari, en Sardaigne. Le club a joué en Serie A de 1990 à 2015, puis s'est retiré pour raisons financières. Il évolue actuellement en deuxième division.

## Palmarès
- Championnat d'Italie de football féminin (7)
  - Champion : 1994, 2000, 2001, 2010 , 2011, 2012 et 2013

- Coupe d'Italie de football féminin (8)
  - Vainqueur : 1991, 1995, 2000, 2001, 2004, 2005, 2008 et 2011

- Supercoupe d'Italie de football féminin (6)
  - Vainqueur : 2000, 2004, 2009, 2010, 2011 et 2012